# メルセデス・ベンツ・C112
C112は、メルセデス・ベンツが1991年に発表したコンセプトカーである。

## 概要
1991年のフランクフルトモーターショーにて初公開された、車両制御技術と安全性技術の実証を目的としたコンセプトカーである。スタイルは2シーターのスーパーカー。
シャシーはアルミニウム合金製のモノコックと鋼管のサブフレームで構成された。この設計は過去にメルセデス・ベンツが開発したレースカーC9とC11から影響を受けた。ボディはケブラーとアルミニウム製で、油圧で自動的に開閉するガルウィングドアが搭載された。ボディは風洞実験をもとに設計され、Cd値は0.30に低減された。
フロントサスペンションはダブルウィッシュボーン式で、リヤは5リンク式のインボードマウントレイアウトである。また、後述するアダプティブサスペンションシステムが採用された。ブレーキはブレンボ製。
エンジンは6.0LのM120型V12エンジンで、W140型Sクラスなどに搭載されたエンジンと同型だった。駆動方式はMR。トランスミッションはZF製の6MT。公式な性能テストは実施されなかったが、理論上は0-100km加速が4.9秒、最高速度192マイル/h（309km/h）に達すると想定された。
C112は発表後から話題となり、700台を超える注文が入ったという。しかし当時の経営陣の判断により、市販化は実現しなかった。

## テクノロジー
C112に採用された最新技術は主に以下の4つである。
- アクティブエアロ

油圧式のフロントスポイラーとリヤウィングが搭載され、走行状況に応じてボディから展開することで、走行性能と安全性を向上させる。リヤウイングは緊急時にエアロブレーキとしても機能する。
- ABSとASR

新しい制御ユニットを搭載した最新のABSと、新開発のASR（Anti-Schlupf Regelung）が搭載された。ASRはABSと連動してホイールスピンを防止する機構で、ホイールスピンが発生している駆動輪に自動でブレーキを掛け、さらにスロットルを調整することでホイールスピンを抑える。
- ABC (Active Body Control)

アダプティブサスペンションを制御して車両の姿勢をコントロールするシステム。車両の姿勢変化に応じて、サスペンションのスプリングレートとダンパーの減衰力を自動で制御する。また、ドライバーの好みに応じてハンドリング特性を調整できる。
なお、C112の開発完了後もABCの開発は続けられ、1999年のC215にて量産車へ初搭載された。
- サイバネティックステアリング

新開発の電子制御式リアステアリングで、ABSとASRと制御ユニットを共有する。